# Forças Públicas do Panamá

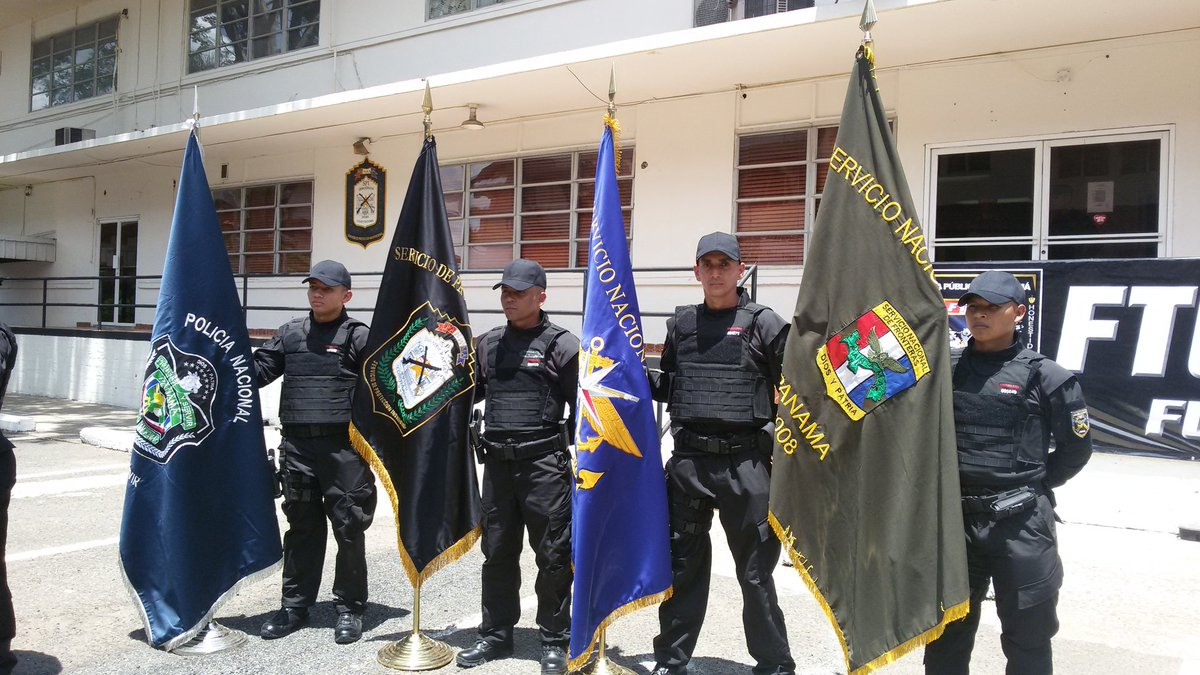
Ramos das Forças Públicas do Panamá.

Forças Públicas do Panamá (em castelhano:  Fuerza Pública de la República de Panamá) é a instituição responsável pela manutenção da paz e da segurança dentro do território nacional do Panamá.
O Panamá é o segundo país (o outro sendo a Costa Rica) no continente americano que não detém uma força armada regular; as suas antigas forças armadas foram abolidas graças a uma emenda na constituição do país, aprovada pelo parlamento em 1994, depois da invasão norte-americana para derrubar uma ditadura militar que durou entre 1968 e 1989.
Esta instituição de segurança é composta por uma policia armada, um serviço de patrulhamento das fronteiras, um serviço aeronaval e um serviço de protecção institucional, que detém alguma capacidade bélica. Desde 2010 que está hierarquicamente dependente do Ministério de Segurança Pública do Panamá.